# Elisa Moreu
Elisa Moreu Carbonell (Huesca, Aragón, 1971) es una jurista, administrativista y profesora universitaria española.
Es catedrática de Derecho administrativo de la Universidad de Zaragoza, siendo la primera mujer catedrática en esa área de la historia de la universidad.
Fue consejera del Consejo Consultivo de Aragón nombrada por el Gobierno de Aragón entre 2017 y 2023.

## Biografía
Se licenció en Derecho en la Universidad de Zaragoza en 1994. Posteriormente obtuvo el doctorado en la Universidad de Zaragoza en 1999, con la tesis "Análisis jurídico del dominio público minero. Crisis del modelo y propuesta de revisión", dirigida por el catedrático José Bermejo Vera, y con Rafael Entrena Cuesta y Eduardo García de Enterría en el tribunal doctoral. Obtuvo el Premio de Derecho Público Gascón y Marín, otorgado por la Academia Aragonesa de Jurisprudencia y Legislación y el Premio Sociedad Hullera Vasco Leonesa 2000 a la mejor tesis doctoral, convocado por la Real Academia de Doctores de España.
Desde el año 2005 es profesora titular de Derecho administrativo de la Universidad de Zaragoza. Es miembro de la Asociación de Mujeres Investigadoras y Tecnólogas (AMIT) e integrante de la Red Ciclojuristas.
Entre 2010 y 2021 fue vocal del Comité Ético de Investigación Clínica de Aragón (CEICA) nombrada por el Gobierno de Aragón, como miembro-jurista.
En el año 2017 fue nombrada consejera del Consejo Consultivo de Aragón por el Gobierno de Aragón, junto a la letrada mayor de las Cortes de Aragón, Vega Estella, y el Abogado del Estado, Gabriel Morales, dentro de los nombramientos de juristas de reconocida competencia y prestigio como consejeros electos.
Fue reelegida por segunda vez como consejera del Consejo Consultivo de Aragón en el año 2020, nombrada por el Gobierno de Aragón, para el mandato 2020-2023. Cesó por expiración del plazo de su nombramiento en el año 2023.
En el año 2024 Moreu fue nombrada catedrática de Derecho administrativo,convirtiéndose en la primera mujer catedrática de Derecho administrativo de la historia de la Universidad de Zaragoza.

## Publicaciones

### Libros
- Derecho administrativo fácil. Parte especial, Prensas Universitarias de Zaragoza, 2021.[19]
- Derecho administrativo fácil. Parte general, Prensas Universitarias de Zaragoza, 2021.[20]
- La administración anunciante: régimen jurídico de la publicidad institucional, Thomson Reuters Aranzadi, 2005.
- El examen en el nuevo sistema educativo español: régimen jurídico de los exámenes académicos, Comares, 2003.[21]
- Minas: régimen jurídico de las actividades extractivas, Tirant lo Blanch, 2001.[22]

### Artículos
- "La compensación ambiental en derecho alemán", Revista Aragonesa de Administración Pública, 2022.
- "Principios generales de actuación administrativa: Programación, formas de actuación administrativa, control de eficacia y eficiencia y derechos de las personas que se relacionan con la Administración", Revista Aragonesa de Administración Pública, 2022.
- La regulación de los neuroderechos", Revista general de legislación y jurisprudencia, 2022.
- "The Regulation of neuro-rights", European review of digital administration & law, 2021.
- "Marco jurídico de la extracción de hidrocarburos mediante fractura hidráulica (Fracking)", Revista Catalana de Dret Ambiental, 2012.
- "Marco jurídico de la extracción de hidrocarburos mediante fractura hidráulica", Revista Catalana de Dret Ambiental, 2012.
- "Desmitificación, privatización y globalización de los bienes públicos: del dominio público a las "obligaciones de dominio público"", Revista de administración pública, 2003.
- "Régimen jurídico de las actividades extractivas en el Derecho alemán: un sugestivo espejo para nuestro dominio público minero", Revista de administración pública, 2000.